# کریستوفر اسکجرپینگ
کریستوفر اسکجرپینگ (انگلیسی: Kristoffer Skjerping؛ زادهٔ ۴ مهٔ ۱۹۹۳) دوچرخه‌سوار اهل نروژ است.
از باشگاه‌هایی که در آن بازی کرده‌است می‌توان به کنندیل–دراپاک اشاره کرد.
وی در مسابقات کشوری و بین‌المللی در مجموع برندهٔ ۱ مدال برنز شده‌است.